# Rheinischer Hof (Bad Hofgastein)

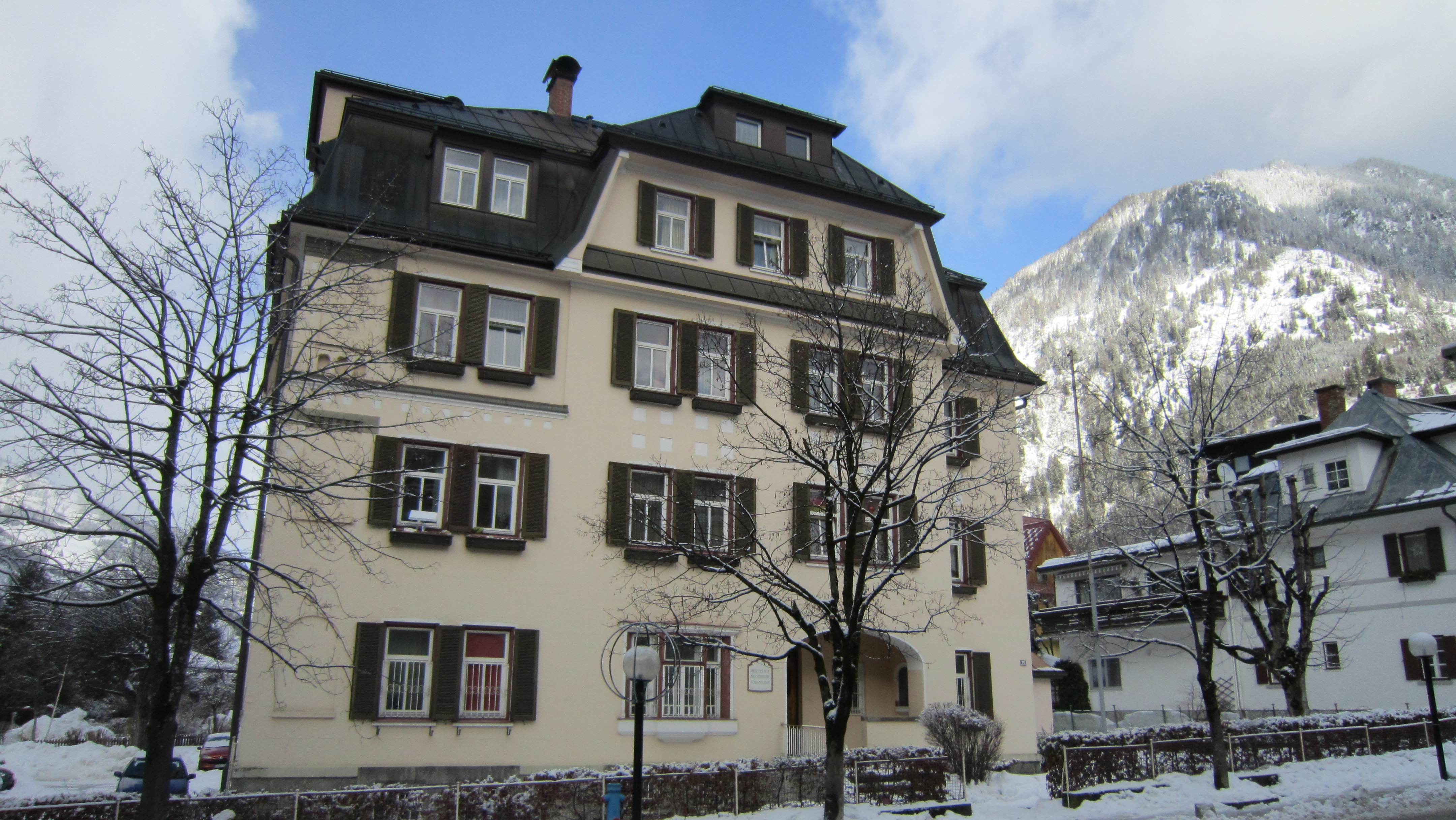
Rheinischer Hof, ehemals Kurhaus Habsburg

Der Rheinische Hof befindet sich in der Marktgemeinde Bad Hofgastein im Land Salzburg und steht unter Denkmalschutz (Listeneintrag).

## Geschichte
Das Gebäude in der Kurgartenstraße Nr. 20 wurde im Jahr 1910 durch Eduard Lindner als Kurhaus Habsburg erbaut.
Es besaß ursprünglich 2 Stockwerke, 30 Zimmer und ein Thermalbad. 1925 erfolgte ein Erweiterungsbau mit Speisesaal und 4 Zimmern.
Später wurde der Betrieb als Rheinischer Hof geführt.
Im 21. Jahrhundert wurde es als Mädcheninternat genutzt.

## Beschreibung
Das dreigeschoßige Gebäude besitzt eine zweigeschoßige Mansarde.